# 키모라 리 시먼스
키모라 리 시먼스(Kimora Lee Simmons, 1975년 5월 4일 ~ )는 미국의 모델이다.

## 혈통 논란
그녀는 마사이족 혈통을 가진 아프리카계 미국인 아버지와, 유아기 때 대한민국 인천에서 살다가 한국 전쟁 때 입양된 일본계 미국인 어머니 사이에서 태어났는데 어머니가 순수 일본인 혈통인지 아니면 한국인과 일본인의 혼혈인지에 대해 논란이 있다. 이에 대해 시먼스 본인은 공식적인 언급이 없는 것으로 알려졌다.